# برانت هانسن
برانت هانسن (بالإنجليزية: Brant Hansen)‏ هو مقدم برامج إذاعية أمريكي، ولد في 11 أكتوبر 1969 في أسومبشون في الولايات المتحدة.